# Boekelo (Haaksbergen)
Boekelo (Nedersaksisch: Bokel) is een buurtschap in het noordwesten van de Nederlandse gemeente Haaksbergen (provincie Overijssel), ten noorden van de buurtschap Holthuizen, tussen Hengevelde en St. Isidorushoeve. In de middeleeuwen was Boekelo een van de marken in het richterambt Haaksbergen. De buurtschap moet niet verward worden met het gelijknamige dorp in de gemeente Enschede.
Hoofdplaats: Haaksbergen    Dorpen: Buurse · St. Isidorushoeve

Buurtschappen: Boekelo · Brammelo · Den Braam · Eppenzolder · Harmöle · Holthuizen · Honesch · Langelo · Stepelo

Overijssel · Steden en dorpen in Overijssel      Nederland · Provincies · Gemeenten